# Garth Manton
Pour les articles homonymes, voir Manton.
Garth Manton, né le 16 décembre 1929 à Sydney et mort le 1er février 2024 à Melbourne, est un rameur d'aviron australien, médaillé olympique en 1956, à Melbourne.

## Biographie

### Jeunesse et contexte familial
Garth Manton naît le 16 décembre 1929 à Darling Point, un quartier de Sydney, dans une famille de commerçants. À l'issue de sa scolarité, il est pendant deux ans en apprentissage.
À Geelong, Garth commence à ramer à la Geelong Grammar School. Il rejoint leur deuxième équipage en 1947 et leur premier équipage en 1948, auprès de John Rowe et Brian Dawe.
Garth revient dans la société familiale à Melbourne en 1951 et demeure dans la vente au détail toute sa vie, malgré la vente de l'entreprise paternelle en 1953. À son retour à Melbourne, il reprend l’aviron et rejoint l’équipe Mercantile à la fin de 1951.

### Carrière sportive
Garth Manton entre compétition junior à la fin de 1952, dans un huit performant à la régate de Melbourne, et ensuite à Henley. Ce fut un succès pour cet équipage de jeunes qui connaît plusieurs victoires tout au long d’une saison exemplaire, ne fléchissant que lors des régates de Pâques. 
Garth monte en seniors pour la saison suivante : il rejoint le huit seniors du Club, et remporte la régate de Melbourne, Henley, les championnats d'État, Upper Yarra et Albert Park. Exceptionnellement, il rame en quatre seniors et remporte les régates de Noël.
La saison 1953-1954 amène les mêmes succès : les huit Mercantile demeurent invaincus toute la saison.
Lors de la saison suivante, 1954-1955, l’équipe des huit remporte 26 victoires consécutives. Ce superbe record a cependant pris fin lors des régates de Pâques ! L'équipage du Renmark Rowing Club d'Australie-Méridionale a ramené l'équipage de Mercantile à la réalité.

### 1956 - Les Jeux de Melbourne
L'année olympique suscite beaucoup de préparation, l’équipage remporte le championnat d’État et de nombreuses autres courses. Leur succès a cependant pris fin en mars 1956, à Henley, par une équipe universitaire.

Garth Manton est sélectionné  dans l'équipe nationale, mais aussi dans l'équipage olympique pour les Jeux olympiques de 1956 à Melbourne. Un rapport officiel relate la course :

« Après un départ parfait, l'équipage australien  prend une légère avance dans les premières étapes, sévèrement talonné par les Canadiens, avec les États-Unis en ligne de mire. À 400 mètres, le Canada mène les Australiens d'environ un mètre, suivis de près par les Américains, la Suède en quatrième position. À mi-chemin, les États-Unis prennent la tête de très peu sur l'Australie et le Canada, à  égalité, et la Suède en retrait. L'Australie et le Canada font des efforts désespérés pour dépasser les États-Unis et l'Australie sprinte pour prendre la tête momentanément, mais au fur et à mesure que le sprint s'épuise, l'Amérique est de nouveau passée devant, pour remporter sa huitième victoire olympique consécutive par une courte avance sur le Canada, avec l'Australie en troisième position et la Suède quatrième. »

Garth Manton remporte la médaille de bronze  avec le huit australien composé de Michael Aikman, David Boykett, Brian Doyle, James Howden, Walter Howell, Fred Benfield, Adrian Monger et Harold Hewitt. L’équipage et Garth Manton s’en retournent chez eux avec une médaille de bronze, et entourés d'éloges pour leur prestation. 

### Fin de carrière
Garth Manton finit par ranger les avirons, et reprend le travail et ses engagements familiaux. Cependant, il garde un fort intérêt pour le sport en général, et le Mercantile en particulier. À plusieurs niveaux, il  reste partisan de l'aviron à Geelong Grammar.
Garth Manton est également supporter du club de football du Old Geelong Football Club, dans lequel il joue douze matchs. Il en devient le président de 1962 à 1966, et encore pour la saison 1969-1970.
Alors qu'il est en vacances à Anglesea, il reste en relation avec Mercantile. Il participe encore à des régates, en 1957, puis onze fois de plus jusqu'en 1982. Il est membre du comité durant 40 ans.
Il est président de l'Anglesea Recreation and Sports Club dont il est aussi le commentateur officiel (speaker) lors de leur régate annuelle. Selon Pru et Graeme Weber, son travail de commentateur est très apprécié, Garth émaillant son discours d’appréciations partisanes pouvant aller jusqu’à une mauvaise foi manifeste, mais toujours teintée d’humour : lorsqu'il subit un accident vasculaire cérébral (AVC), plus tard dans sa vie, Garth Manton se riait  d'être toujours capable de commander à dîner.
Garth Manton meurt à Melbourne le 1er février 2024 à l’âge de 94 ans après une longue maladie.